# Příbram Bobcats
I Příbram Bobcats sono una squadra di football americano di Příbram, nella Repubblica Ceca; fondati nel 1995 come Sedlčany Rams, diventano Příbram Rams l'anno successivo, Dobříš Bobcats nel 2002 e Příbram Bobcats dal 2005; hanno vinto 1 titolo di secondo livello maschile e 2 femminili.

## Dettaglio stagioni

### Tornei nazionali

#### Campionato

##### Divize I/ČLAF
| Stagione | regular season | regular season | regular season | regular season | regular season | regular season | playoff | playoff | playoff | playoff | playoff | playoff    | playoff               |
|          | Vin            | Par            | Per            | Tot            | PF             | PS             | Vin     | Per     | Tot     | PF      | PS      | risultato  | avversaria            |
| -------- | -------------- | -------------- | -------------- | -------------- | -------------- | -------------- | ------- | ------- | ------- | ------- | ------- | ---------- | --------------------- |
| 2015     | 6              | 0              | 2              | 8              | 251            | 99             | 1       | 1       | 2       | 62      | 73      | Czech Bowl | Prague Black Panthers |
| 2016     | 3              | 0              | 7              | 10             | 226            | 303            | -       | -       | -       | -       | -       | -          | -                     |
| 2017     | 3              | 0              | 7              | 10             | 198            | 305            | -       | -       | -       | -       | -       | -          | -                     |
| Totale   | 12             | 0              | 16             | 28             | 675            | 707            | 1       | 1       | 2       | 62      | 73      |            |                       |

Fonti: Enciclopedia del Football - A cura di Roberto Mezzetti

##### Č2LAF
| Stagione | regular season | regular season | regular season | regular season | regular season | regular season | playoff | playoff | playoff | playoff | playoff | playoff   | playoff    |
|          | Vin            | Par            | Per            | Tot            | PF             | PS             | Vin     | Per     | Tot     | PF      | PS      | risultato | avversaria |
| -------- | -------------- | -------------- | -------------- | -------------- | -------------- | -------------- | ------- | ------- | ------- | ------- | ------- | --------- | ---------- |
| 2019     | 4              | 0              | 4              | 8              | 130            | 181            | -       | -       | -       | -       | -       | -         | -          |
| Totale   | 4              | 0              | 4              | 8              | 130            | 181            | -       | -       | -       | -       | -       |           |            |

Fonti: Enciclopedia del Football - A cura di Roberto Mezzetti

##### DŽLAF
| Stagione | regular season | regular season | regular season | regular season | regular season | regular season | playoff | playoff | playoff | playoff | playoff | playoff     | playoff    |
|          | Vin            | Par            | Per            | Tot            | PF             | PS             | Vin     | Per     | Tot     | PF      | PS      | risultato   | avversaria |
| -------- | -------------- | -------------- | -------------- | -------------- | -------------- | -------------- | ------- | ------- | ------- | ------- | ------- | ----------- | ---------- |
| 2018     | 6              | 0              | 0              | 6              | 194            | 40             | 2       | 0       | 2       | 91      | 0       | Campionesse | [ 1 ]      |
| 2019     | 6              | 0              | 0              | 6              | 169            | 29             | 2       | 0       | 2       | 55      | 6       | Campionesse | [ 1 ]      |
| 2020     | 4              | 0              | 0              | 4              | 93             | 27             | -       | -       | -       | -       | -       | -           | -          |
| Totale   | 16             | 0              | 0              | 16             | 456            | 96             | 4       | 0       | 4       | 146     | 6       |             |            |

Fonti: Enciclopedia del Football - A cura di Roberto Mezzetti

##### Č3LAF
| Stagione | regular season | regular season | regular season | regular season | regular season | regular season | playoff | playoff | playoff | playoff | playoff | playoff    | playoff       |
|          | Vin            | Par            | Per            | Tot            | PF             | PS             | Vin     | Per     | Tot     | PF      | PS      | risultato  | avversaria    |
| -------- | -------------- | -------------- | -------------- | -------------- | -------------- | -------------- | ------- | ------- | ------- | ------- | ------- | ---------- | ------------- |
| 2018     | 3              | 0              | 3              | 6              | 140            | 102            | 0       | 1       | 1       | 7       | 30      | Semifinale | Třinec Sharks |
| Totale   | 3              | 0              | 3              | 6              | 140            | 102            | 0       | 1       | 1       | 7       | 30      |            |               |

Fonti: Enciclopedia del Football - A cura di Roberto Mezzetti

### Riepilogo fasi finali disputate
| Anno           | Luogo  | Evento   | Fase del torneo | Incontro                                | Risultato |
| 20 luglio 2015 | Praga  | ČLAF - I | Czech Bowl      | Prague Black Panthers - Příbram Bobcats | 52 - 13   |
| 2018           | Třinec | Č3LAF    | Semifinale      | Třinec Sharks - Příbram Bobcats         | 30 - 7    |

## Palmarès
- 1 Silverbowl (2000)
- 2 Campionati femminile di secondo livello (2018, 2019)
- 1 Junior Bowl (2005)
- 1 Dorostenecká liga (2017)
- 1 Dorostenecký pohár (2015)
- 1 Campionato ceco di flag football Under-19 (2017)
- 3 Campionati cechi di flag football Under-15 (2015, 2016, 2017)